# El Naranjito, Michoacán de Ocampo
El Naranjito är en ort i Mexiko.   Den ligger i kommunen La Huacana och delstaten Michoacán de Ocampo, i den södra delen av landet, 280 km väster om huvudstaden Mexico City. El Naranjito ligger 521 meter över havet och antalet invånare är 116.
Terrängen runt El Naranjito är kuperad åt sydväst, men åt nordost är den bergig. El Naranjito ligger nere i en dal. Runt El Naranjito är det glesbefolkat, med 16 invånare per kvadratkilometer. Närmaste större samhälle är La Huacana, 15,0 km nordväst om El Naranjito. Trakten runt El Naranjito består till största delen av jordbruksmark.